# Idrocilamide
L'idrocilamide è un farmaco ad azione rilassante muscolare che agisce a livello midollare sui riflessi polisinaptici. Il farmaco sembra anche possedere una qualche attività di tipo antinfiammatorio. Viene spesso utilizzata per via topica sotto forma di pomata o crema nei soggetti affetti da lombalgia acuta.

## Usi clinici
L'idrocilamide è impiegata in ambito reumatologico nel trattamento sintomatico dei disturbi muscolo-scheletrici associati a spasmi muscolari dolorosi.

## Farmacocinetica
Dopo somministrazione orale la concentrazione plasmatica massima dell'idrocilamide si ottiene nel giro di 2 ore. L'emivita di eliminazione è di un'ora. Il farmaco è rapidamente metabolizzato ed escreto nelle urine. A seguito di somministrazione topica si producono significative concentrazioni del farmaco in tutti i tessuti, ed in particolare nel grasso sottocutaneo, nei muscoli e tendini, e nelle sinovie e capsule articolari.

## Tossicologia
Nel topo e nel ratto i valori della DL50 per via orale sono rispettivamente > 2950 e > 3000 mg/kg.

## Dosi terapeutiche
L'idrocilamide si somministra per via orale in dosi iniziali di 200 mg tre volte al giorno dopo i pasti. A seconda della risposta del paziente, il dosaggio può essere aumentato gradualmente fino ad un massimo di 1,2-1,6 g/die. L'idrocilamide è stata somministrata anche per via intramuscolare ed è stata applicata topicamente.

## Effetti collaterali ed indesiderati
Si possono manifestare epigastralgia, nausea, sonnolenza, eccitamento, euforia, allucinazioni e depressione.

## Controindicazioni ed avvertenze
L'idrocilamide è controindicata nei pazienti con ulcera peptica. Il farmaco può dare sonnolenza: per questo motivo i soggetti che lo assumono debbono evitare di svolgere attività che richiedono prontezza di riflessi (ad esempio lavori pericolosi o guida di autoveicoli).

## Sovradosaggio
In caso di sovradosaggio i soggetti possono presentare vertigini, sonnolenza, ipotonia.

## Interazioni
L'idrocilamide sembra inibire in modo marcato il metabolismo della caffeina, aumentandone fino a nove volte l'emivita, in modo simile il farmaco determina una riduzione della clearence della teofillina ed un conseguente aumento della sua emivita.